# مونرو (نبراسکا)
مونرو (به انگلیسی: Monroe) شهری در ایالت نبراسکا کشور ایالات متحده آمریکا است که جمعیت آن در سرشماری سال ۲۰۱۰ میلادی، ۲۸۴ نفر بوده‌است.